# Б'янцоне
Б'янцоне (італ. Bianzone) — муніципалітет в Італії, у регіоні Ломбардія, провінція Сондріо.
Б'янцоне розташовані на відстані близько 520 км на північ від Рима, 110 км на північний схід від Мілана, 19 км на схід від Сондріо.
Населення — 1298 осіб (2014).
Щорічний фестиваль відбувається 9 грудня. Покровитель — San Siro.

## Демографія
Населення за роками:

Станом на 1 січня 2023 року в муніципалітеті офіційно проживали 64 іноземці з 17 країн, серед них 24 громадяни країн Євросоюзу та 1 громадянин України.

## Сусідні муніципалітети
- Брузіо
- Тельйо
- Вілла-ді-Тірано